# Zdenci
Zdenci (srbsky Зденци, maďarsky Izdenc) jsou vesnice a správní středisko stejnojmenné opčiny v Chorvatsku ve Viroviticko-podrávské župě. Nachází se asi 5 km severovýchodně od Orahovice a asi 18 km severozápadně od Našic. V roce 2011 žilo ve Zdencích 930 obyvatel, v celé opčině pak 1 904 obyvatel.
Součástí opčiny je celkem devět trvale obydlených vesnic. Do roku 1981 byla součástí opčiny i dříve samostatná vesnice Jovanovac, která se stala součástí sídla Kutovi.
- Bankovci – 124 obyvatel
- Donje Predrijevo – 106 obyvatel
- Duga Međa – 196 obyvatel
- Grudnjak – 13 obyvatel
- Kutovi – 176 obyvatel
- Obradovci – 56 obyvatel
- Slavonske Bare – 170 obyvatel
- Zdenci – 930 obyvatel
- Zokov Gaj – 133 obyvatel

Opčinou procházejí župní silnice Ž4030, Ž4063, Ž4064 a Ž4065. Severně protéká řeka Vučica (přítok Karašice) a kolem osady Grudnjak se nachází velké množství rybníků.